# 음력 4월 16일
음력 4월 16일은 음력 4월의 16번째 날이다.

## 사건
- 2015년 - 국가지정 격리병상에서 치료 중이던 중동호흡기증후군 코로나바이러스 6번째 확진환자가 사망했다. 이로써 메르스로 인한 사망자는 2명으로 늘었다.

## 문화
- 2006년 - 부산 시내버스 무료환승할인제를 시행하였다.

## 탄생
- 1904년 - 대한민국의 소설가, 수필가 박화성.
- 1953년 - 대한민국의 배우 문성근.
- 1994년 - 대한민국의 배우 공명.

## 같이 보기
- 음력 360일: 1월 2월 3월 4월 5월 6월 7월 8월 9월 10월 11월 12월
- 전날:4월 15일 다음날:4월 17일 - 전달:3월 16일 다음달:5월 16일
- 양력:4월 16일
- 음력, 윤달